# Хокон Магнусон
Хокон Магнусон (на старонорвежки: Hákon Magnússon; на норвежки: Håkon Magnusson), наречен Toresfostre, което значи отгледан от Торе, е крал на Норвегия от 1093 до смъртта си през 1094 или февруари 1095 г.
Хокон е само на около 1 годинка, когато баща му Магнус II Харалдсон заболява и умира. Хокон е отгледан и възпитан от ярл Торир. От древноскандинавските саги е известно, че през 1090 г. той предприема викингска експедиция в т.нар. Биармия (днес в района на Архангелск).
През 1093 г. след смъртта на чичо му Олаф III Хюре за крал е провъзгласен неговият братовчед Магнус III, но жителите на Оплан поискват Хокон да бъде крал. Така поддържан от населението Хокон се отправя към Торнхайм и изисква Норвегия да бъде разделена между него и братовчед му както навремето са постъпили техните бащи. Това искане е признато за справедливо. Като крал Хокон отменя някои данъци и въвежда известни подобрения в някои закони, с което окончателно си спечелва благоразположението на свободното население, което формира основната част от жителите на Норвегия – земеделци, корабостроители, занаятчии, рибари. Това обаче предизвиква недоволството на братовчед му Магнус III и става ясно, че конфликтът между двамата е неизбежен. В края на 1093 г. те започват да събират войски и да се готвят за военни действия, но неочаквано при обход из планините в Източна Норвегия, където набира по това време войска, Хокон умира. Това се случва най-вероятно през февруари 1095 г. Магнус III остава единствен владетел на Норвегия.